# Јувалди Естејтс (Тексас)
Јувалди Естејтс (енгл. Uvalde Estates) насељено је место без административног статуса у америчкој савезној држави Тексас.

## Демографија
По попису из 2010. године број становника је 2.171, што је 199 (10,1%) становника више него 2000. године.
| Група             | 2000.         | 2010.         |
| Белци             | 216 (11,0%)   | 150 (6,9%)    |
| Афроамериканци    | 2 (0,1%)      | 8 (0,4%)      |
| Азијати           | 0 (0,0%)      | 9 (0,4%)      |
| Хиспаноамериканци | 1.736 (88,0%) | 1.993 (91,8%) |
| Укупно            | 1.972         | 2.171         |